# Ferdinand Heilbuth
Ferdinand Heilbuth (* 27. Juni 1826 in Hamburg; † 19. November 1889 in Paris) war ein deutsch-französischer Genremaler.

## Leben und Wirken
Heilbuth war ein Sohn eines Hamburger Kaufmanns oder Rabbiners. Er schrieb sich, mit einem Stipendium der Stadt Hamburg ausgestattet, am 11. Mai 1846 für ein Kunststudium (Fach Malerei) an der Akademie der Bildenden Künste in München ein. Anschließend studierte er in Antwerpen, bildete sich in Paris im Atelier von Charles Gleyre fort und arbeitete bei dem Historienmaler Paul Delaroche. 1855 bis 1856 lebte er aus gesundheitlichen Gründen in Rom, wo er sich dem historischen Genrebild widmete und in die Deutsche Künstlervereinigung eintrat. Dabei legte er den Schwerpunkt auf elegante Auffassung und glatte Kostümmalerei. Er wählte seine Motive mit Vorliebe aus der vornehmen Gesellschaftsklasse. Auch seine teils in der Weise Tizians, teils in der Rembrandts gemalten Porträts wurden geschätzt. Er kehrte in den Jahren zwischen 1861 und 1875 mehrmals nach Rom zurück.
1870 verließ Heilbuth wegen des Ausbruchs des Deutsch-Französischen Krieges vorübergehend Frankreich, obgleich ihm eine Genehmigung zum Bleiben vorlag und übersiedelte nach London. Nach Paris zurückgekehrt wohnte er anfangs gemeinsam mit den politischen Flüchtlingen Moritz Hartmann und Heinrich Bernhard Oppenheim in einem kleinen Hotel namens Les trois frères, das an der gleichnamigen Straße, einer Fortsetzung der rue Taitbout nach Montmartre hin lag, die bereits Ende des 19. Jahrhunderts der Stadtsanierung zum Opfer fiel. 1878 erhielt er das französische Bürgerrecht. Er hinterließ einen Teil seines Vermögens der „Association des Artistes Peintres“ (französische Kunstgenossenschaft). Der Nachlass wurde 1890 zu dessen Gunsten versteigert. Der andere Teil seines Erbes ging an seine Geschwister und eine enge Freundin.
Der Kunstsammler, Publizist und Kunstkritiker Emil Heilbut (Pseudonym Herman[n] Helferich) war der Sohn seines Bruders, eines Rabbiners.

## Ehrungen
- 1861: Ritter der Ehrenlegion.
- 13. Juli 1881: Offizier der Ehrenlegion.[1]

## Werke (Auswahl)

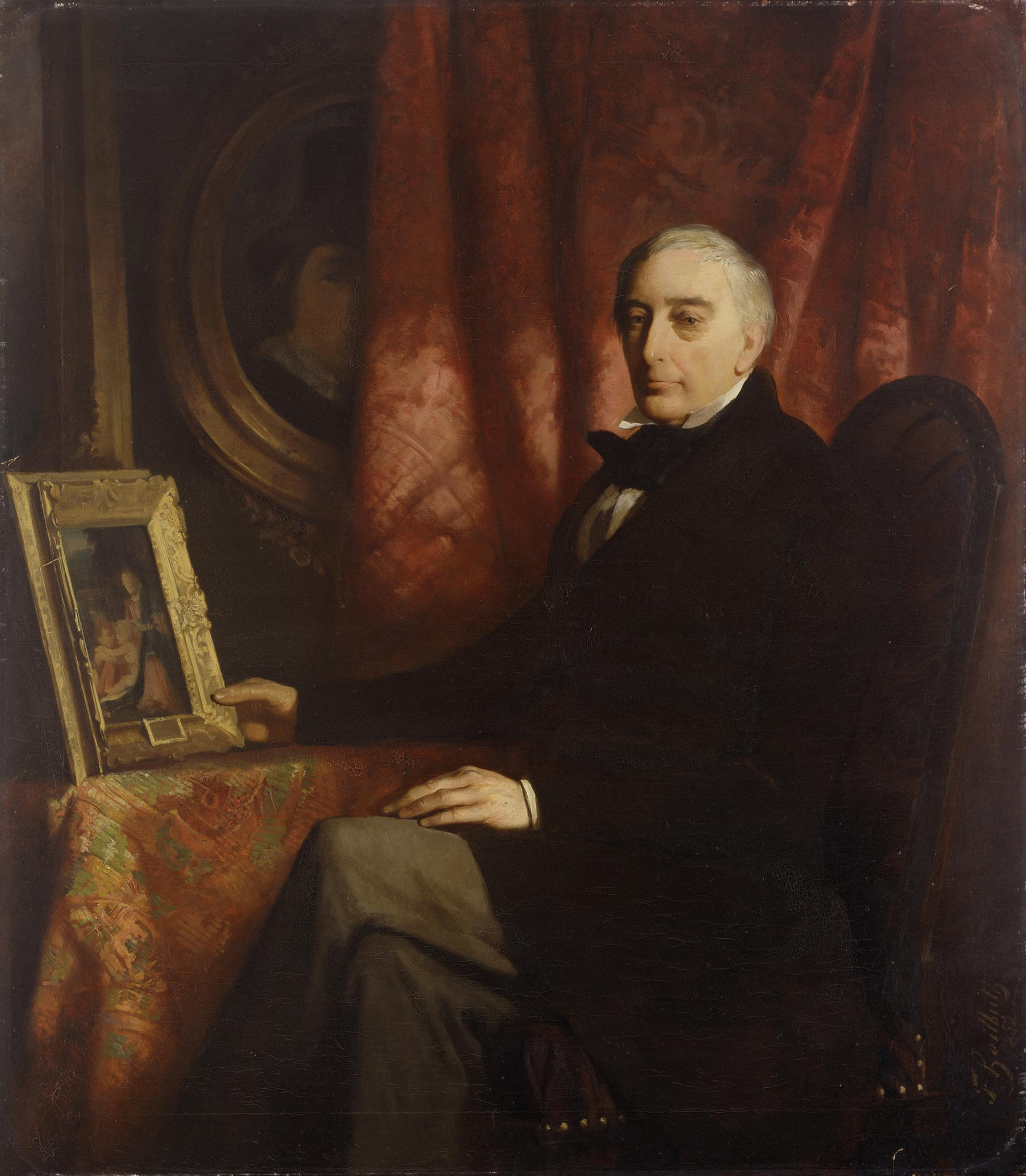
Der Kunstsammler Nicolaus Hudtwalcker

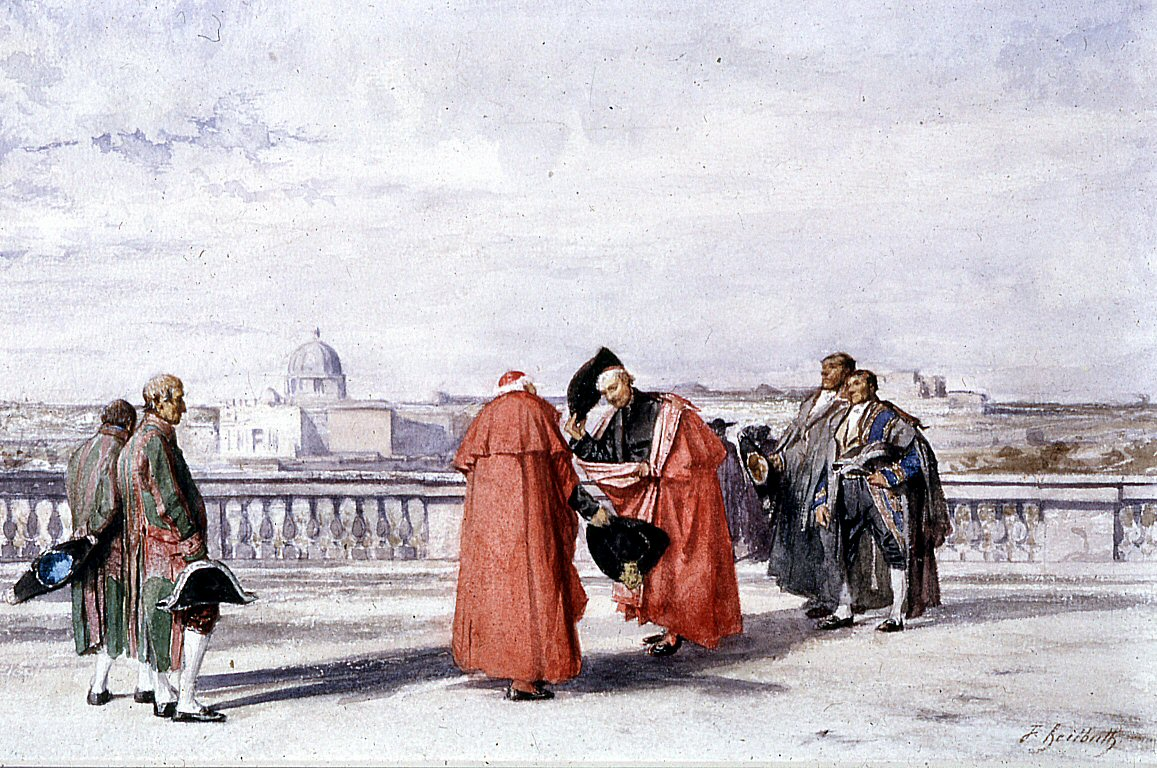
Ein Spaziergang auf dem Monte Pincio

- Bildnis des Nicolaus Hudtwalker (1852)
- Ein Empfang bei Rubens. (Rubens stellt Adriaen Brouwer seiner Gemahlin vor, um sie herum stehen seinen berühmtesten Schüler, 1853)
- Palestrinas Musikprobe (1857)
- Der Maler Luca Signorelli an der Leiche seines von einem Nebenbuhler erschlagenen Sohnes (1859)[3]
- Das Autodafé (1861)
- Das Leihhaus (1861, Musée du Luxembourg, Paris; französisch Le Mont-de-Pieté)
- Tasso mit den beiden Leonoren (1862)
- Ein Spaziergang auf dem Monte Pincio oder Die auf dem Monte Pincio lustwandelnden Kardinäle (1862)
- Das Geständnis
- Der Frühling
- Die Absolution in St. Peter zu Rom (1870, französisch L’Absolution du Peché véniel)
- Das Vorzimmer eines Kardinals (1870)
- An den Ufern der Seine (1870)
- Der Herbst der Liebe (1870)
- An den Ufern der Themse
- Kirchgang auf dem Land (um 1870/80, Öl auf Holz, Luxemburg, Villa Vauban, Sammlung Jean-Pierre Pescatore, In.-Nr. 144).[4]
- Porträt einer jungen Dame (Musee Beaux Arts, Bordeaux)
- Tintoretto unterrichtet seine Tochter in der Malerei

## Ausstellungen (Auswahl)
- 2019: Hamburger Schule – Das 19. Jahrhundert neu entdeckt (12. April bis 14. Juli), Hamburger Kunsthalle